# Samir Jabrayilov
Samir Jabrayilov, né le 7 septembre 1994 à Bakou, est un coureur cycliste azerbaïdjanais.

## Palmarès

### Par année
- 2013
  -  Champion d'Azerbaïdjan sur route
  - 5e étape du Jelajah Malaysia
- 2014
  - 2e du championnat d'Azerbaïdjan du contre-la-montre
  - 3e du championnat d'Azerbaïdjan sur route
- 2015
  -  Champion d'Azerbaïdjan de la course aux points
  - 3e du championnat d'Azerbaïdjan sur route
  - 3e du championnat d'Azerbaïdjan du contre-la-montre
- 2016
  - 2e du championnat d'Azerbaïdjan sur route
  - 2e du Grand Prix ISD
  - 3e du championnat d'Azerbaïdjan du contre-la-montre
  - 3e de l'Horizon Park Race for Peace
- 2017
  - 3e du championnat d'Azerbaïdjan du contre-la-montre
- 2018
  - 2e du Grand Prix Side
  - 2e du championnat d'Azerbaïdjan sur route
- 2019
  - 2e du Tour de la mer Noire
  - 2e du championnat d'Azerbaïdjan sur route
  - 2e du championnat d'Azerbaïdjan du contre-la-montre
  - 2e de la Fatih Sultan Mehmet Edirne Race
  - 2e de la Fatih Sultan Mehmet Kirklareli Race
- 2021
  - 2e du championnat d'Azerbaïdjan sur route
  - 2e du championnat d'Azerbaïdjan du contre-la-montre
- 2023
  -  Champion d'Azerbaïdjan du contre-la-montre

### Classements mondiaux
| Année                                 | 2013 | 2014 | 2015 | 2016 | 2017  | 2018 | 2019 | 2020 | 2021 | 2022 | 2023  |
| ------------------------------------- | ---- | ---- | ---- | ---- | ----- | ---- | ---- | ---- | ---- | ---- | ----- |
| Classement mondial                    |      |      |      | 424e | 1275e | 685e | 337e | nc   | 533e | nc   | 1076e |
| UCI Europe Tour                       | 347e | 496e | 565e | 228e | 823e  | 411e | 273e | nc   | 429e | nc   | nc    |
| UCI Asia Tour                         | 242e | 222e | nc   | 612e | nc    | nc   | nc   | nc   | nc   | nc   | nc    |
|                                       |      |      |      |      |       |      |      |      |      |      |       |
| Légende : nc = non classéSource : UCI |      |      |      |      |       |      |      |      |      |      |       |